# Avon Championships of Seattle 1979
L'Avon Championships of Seattle 1979 è stato un torneo di tennis giocato sul sintetico indoor. È stata la 3ª edizione del torneo, che fa parte del WTA Tour 1979. Si è giocato a Seattle negli USA dal 5 all'11 febbraio 1979.

## Campionesse

### Singolare
Chris Evert ha battuto in finale  Renée Richards con il punteggio di 6–1, 3–6, 6–3

### Doppio
Françoise Dürr /  Betty Stöve hanno battuto in finale  Sue Barker /  Ann Kiyomura con il punteggio di 7–6, 4–6, 6–4